# Pouydesseaux
Pouydesseaux ist eine französische Gemeinde mit 879 Einwohnern (Stand: 1. Januar 2022) im Département Landes in der Region Nouvelle-Aquitaine. Sie gehört zum Kanton Mont-de-Marsan-1 und zum Arrondissement Mont-de-Marsan.
Sie grenzt im Nordwesten an Maillères und Arue, im Norden an Roquefort, im Nordosten an Sarbazan, im Osten an Saint-Justin, im Südosten an Lacquy, im Süden an Sainte-Foy, im Südwesten an Gaillères und Bostens und im Westen an Lucbardez-et-Bargues.

## Bevölkerungsentwicklung
| Jahr      | 1962 | 1968 | 1975 | 1982 | 1990 | 1999 | 2008 | 2017 |
| --------- | ---- | ---- | ---- | ---- | ---- | ---- | ---- | ---- |
| Einwohner | 549  | 488  | 489  | 467  | 616  | 624  | 887  | 916  |

## Sehenswürdigkeiten
- Kirche Sainte-Catherine
- Kirche Saint-Laurent im Ortsteil Corbleu

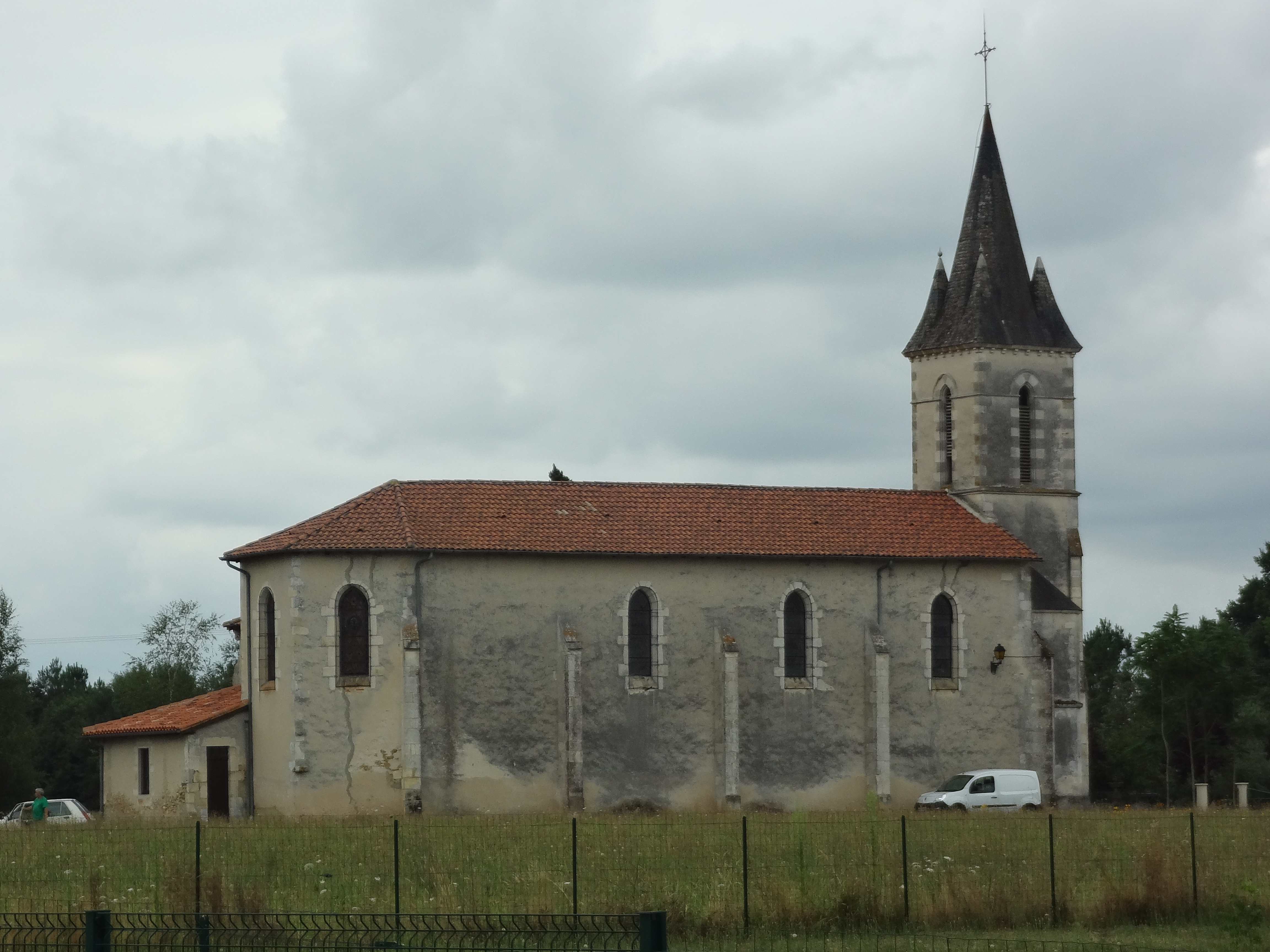
Kirche Sainte-Catherine

- Kriegerdenkmal